# Pamela Sargent
Pamela Sargent (20 maart, 1948) is een Amerikaans feministe, sciencefiction-auteur en redacteur. Ze heeft een MA-graad in klassieke filosofie en heeft de Nebula Award gewonnen. 
Sargent schreef een reeks over de korstvorming van Venus die weleens wordt vergeleken met Kim Stanley Robinsons Mars-trilogie, maar eerder is geschreven. Ook bewerkte ze verschillende necrologieën ter herinnering aan de bijdrage van vrouwen in de geschiedenis van sciencefiction. Ze is bekend om het schrijven van Alternatieve geschiedenisverhalen. Sargent heeft geprobeerd haar werk te combineren met verschillende onderwerpen in het algemeen, hoewel niet altijd succesvol. Ze werkte ook samen met George Zebrowski en voor meerdere Star Trek novellen.

### Novellen
- Cloned Lives (1976)
- Sudden Star (1979)
- Watchstar (1980)
- The Golden Space (1982)
- The Alien Upstairs (1983)
- Earthseed (1983)
- Homesmind (1984)
- Eye of the Comet (1984)
- Venus of Dreams (1986)
- The Shore of Women (1986)
- Venus of Shadows (1988)
- Alien Child (1988)
- Ruler of the Sky (1993)
- Climb the Wind (1998)
- Child of Venus (2001)

### Bundels
- Cloned Lives (1976)
- Starshadows (1977)
- The Golden Space (1983)
- The Best of Pamela Sargent (1987) with Martin H. Greenberg
- The Mountain Cage and Other Stories (2002)
- Thumbprints (2004)

### Necrologieën
- Women of Wonder (1975)
- More Women of Wonder (1976)
- Bio-Futures (1976)
- The New Women of Wonder (1978)
- Afterlives (1986) with Ian Watson
- Women of Wonder: The Classic Years (1996)
- Women of Wonder: The Contemporary Years (1996)
- Conqueror Fantastic (2004)